# فهرست وابسته‌های دیپلماتیک دومینیکا

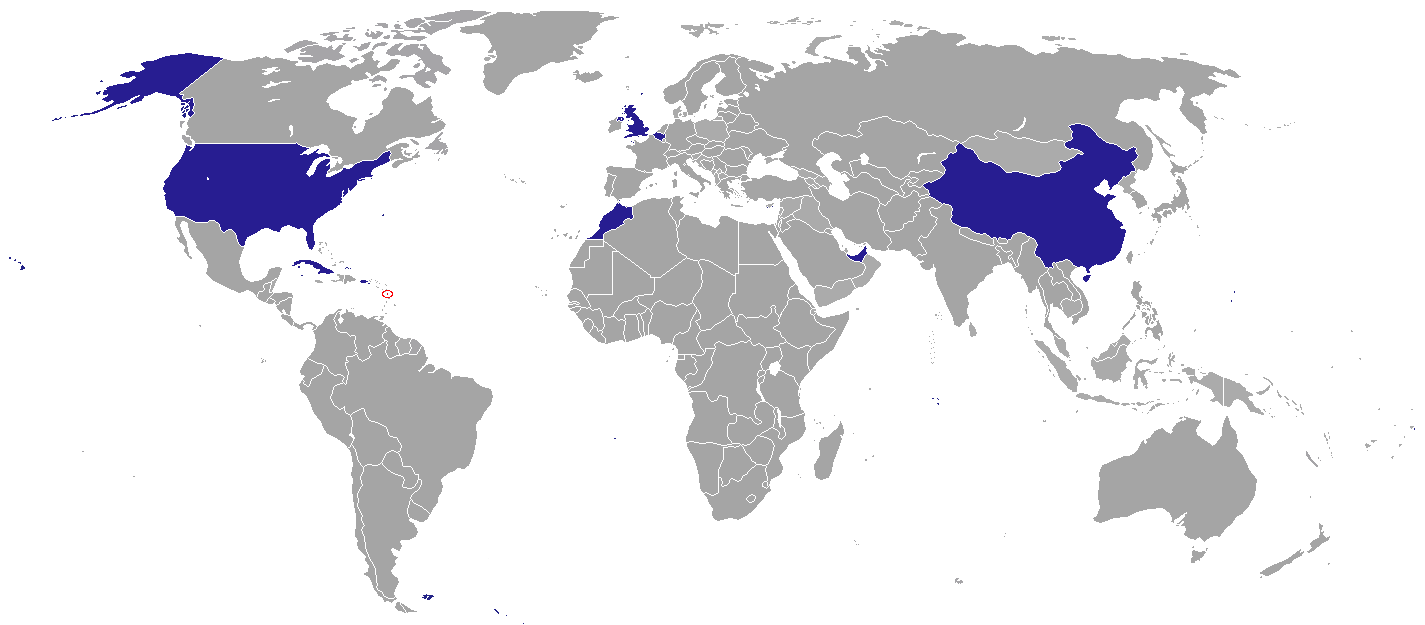
ماموریت‌های دیپلماتیک دومینیکا

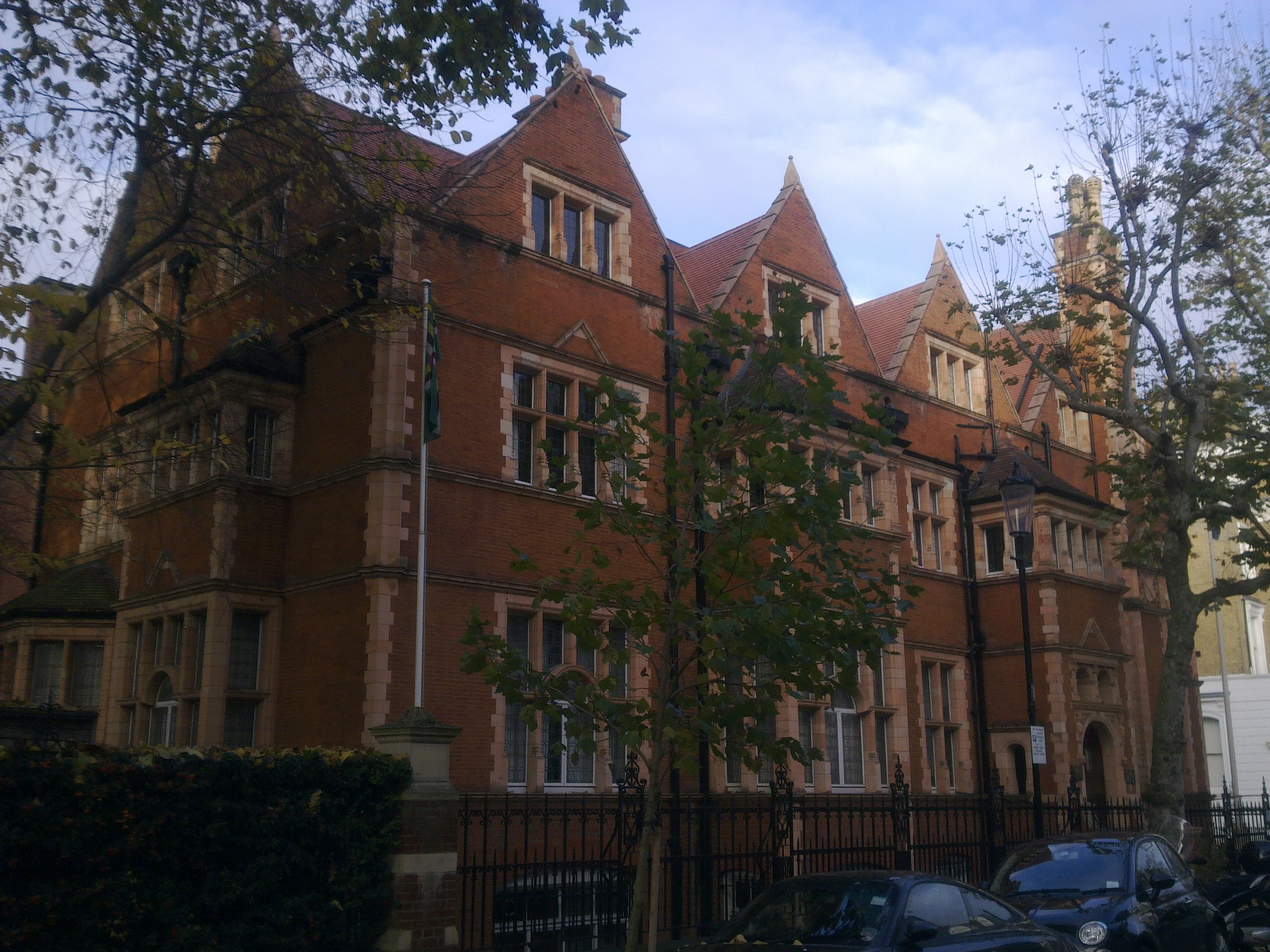
کمیسیون عالی دومینیکا در لندن

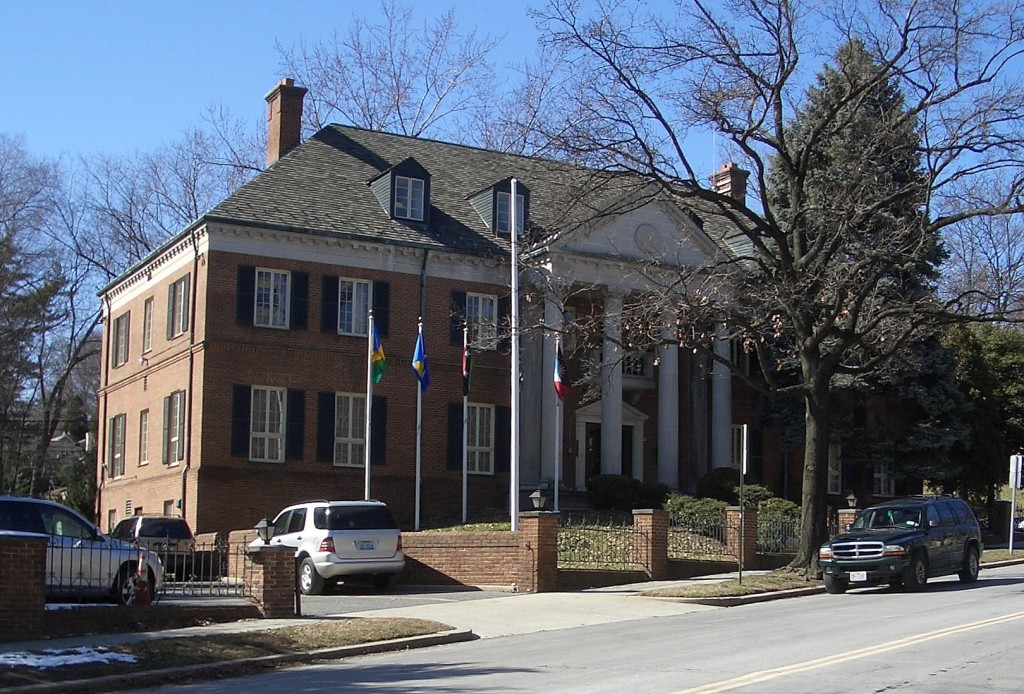
سفارت دومینیکا در واشینگتن، دی سی

این صفحه فهرستی از ماموریت‌های دیپلماتیک کشور دومینیکا و کنسولگری‌های این کشور در جهان است. روابط خارجی دومینیکا محدود است.

## آمریکا
- کوبا
  - هاوانا (سفارت)
- ایالات متحده آمریکا
  - واشینگتن (سفارت)
  - نیویورک (کنسولگری)

## آسیا
- چین
  - پکن (سفارت)

## اروپا
- بلژیک
  - بروکسل (سفارت)
- بریتانیا
  - لندن (کمیسیون عالی)

## سازمان‌های چندجانبه
- بروکسل (مأموریت به اتحادیه اروپا)
- نیویورک (مأموریت دائمی به سازمان ملل متحد)
- واشینگتن دی سی (مأموریت دائمی به OAS)

## مرجع خارجی
ماموریت‌های دیپلماتیک دومینیکا